# Química
Química é o estudo científico das propriedades e do comportamento da matéria. É uma ciência física dentro das ciências naturais que estuda os elementos químicos que constituem a matéria e os compostos feitos de átomos, moléculas e íons: sua composição, estrutura, propriedades, comportamento e as mudanças que sofrem durante as reações com outras substâncias. A química também aborda a natureza das ligações químicas em compostos químicos.
No âmbito da sua disciplina, a química ocupa uma posição intermédia entre a física e a biologia. Às vezes é chamada de ciência central porque fornece uma base para a compreensão das disciplinas científicas básicas e aplicadas em um nível fundamental. Por exemplo, a química explica aspectos do crescimento das plantas (botânica), a formação de rochas ígneas (geologia), como o ozônio atmosférico é formado e como os poluentes ambientais são degradados (ecologia), as propriedades do solo na Lua (cosmoquímica), como os medicamentos funcionam (farmacologia) e como coletar evidências de DNA em uma cena de crime (ciência forense).
A química existe sob vários nomes desde os tempos antigos, evoluiu ao longos dos séculos e agora abrange várias áreas de especialização, ou subdisciplinas, que continuam a aumentar em número e a se interrelacionar para criar mais campos de estudo interdisciplinares. As aplicações de vários campos da química são usadas frequentemente para fins econômicos na indústria química.

## Definição
A definição de química mudou ao longo do tempo, à medida que novas descobertas e teorias foram adicionadas à funcionalidade da ciência. O termo "química", na visão do notável cientista Robert Boyle, em 1661, significava o assunto dos princípios materiais de corpos mistos. Em 1663, o químico Christopher Glaser descreveu a química como uma "arte científica", pela qual se aprende a dissolver corpos, e extrair deles as diferentes substâncias em sua composição, como uni-los novamente, e exaltá-los à “uma perfeição superior”.
Durante séculos, a humanidade acumulou conhecimento sobre o comportamento das substâncias, baseando-se na experiência e observação. Para tanto, procurou organizar todas as informações em um só campo, mas foi somente a partir do século XIX - quando a soma de todo o conhecimento se tornou concreta e abrangente -, que foi possível estabelecer bases sólidas teóricas para a interpretação dos fatos e conceber uma verdadeira forma de conhecimento sistemático, ou seja, uma ciência própria.
A definição de 1730 da palavra "química", usada por Georg Ernst Stahl, significava a arte de resolver corpos mistos, compostos ou agregados em seus princípios; e de compor tais corpos a partir desses princípios. Em 1837, Jean-Baptiste Dumas considerou a palavra "química" para se referir à ciência preocupada com as leis e efeitos das forças moleculares. Essa definição evoluiu ainda mais até que, em 1947, passou a significar a ciência das substâncias: sua estrutura, suas propriedades e as reações que as transformam em outras substâncias – uma caracterização aceita por Linus Pauling. Mais recentemente, em 1998, o professor Raymond Chang ampliou a definição de "química" para significar “o estudo da matéria e as mudanças que ela sofre”.
Sendo assim:
| “                          | "Química é a ciência que estuda as propriedades, a composição e a estrutura das substâncias (elementos e compostos), as transformações a que estão submetidas e a energia liberada ou absorvida durante este processo”. | ” |
| — Enciclopédia Barsa, 1997 | |   |

A química lida com as propriedades dos elementos e compostos, com as possíveis transformações de uma substância em outra, faz previsões sobre as propriedades de compostos anteriormente desconhecidos, fornece métodos para a síntese de novos compostos e métodos de medição para decifrar a composição química de amostras desconhecidas.

## Etimologia
A palavra química vem de uma modificação durante o Renascimento da palavra alquimia, que se referia a um conjunto anterior de práticas que englobam elementos da química, metalurgia, filosofia, astrologia, astronomia, misticismo e medicina. A alquimia é frequentemente associada à busca de transformar chumbo ou outros metais básicos em ouro, embora os alquimistas também estivessem interessados em muitas das questões da química moderna.
Ao que tudo indica, a palavra química deriva da palavra alquimia, que é encontrada em várias formas nas línguas europeias. A alquimia deriva da palavra árabe kimiya  ( كيميا ) ou al-kīmiyāʾ ( الكيمياء ). O termo árabe é derivado do grego antigo χημία , khēmia , ou χημεία , khēmeia, 'arte de ligar metais', de χύμα (khúma, “fluido”), de χέω (khéō, “eu despejo” ). No entanto, a origem final da palavra é incerta.
Existem duas visões principais sobre a derivação da palavra grega. Segundo um, a palavra vem do grego χημεία, derramar, infusão, usada em conexão com o estudo dos sucos das plantas, e daí estendida às manipulações químicas em geral; esta derivação explica as grafias antiquadas "chymist" e "chymistry". A outra visão o rastreia até khem ou khame , hieróglifo khmi , que denota terra negra em oposição a areia estéril, e ocorre em Plutarco como χημεία; nesta derivação, a alquimia é explicada como significando a "arte egípcia". Diz-se que a primeira ocorrência da palavra está em um tratado de Julius Firmicus, um escritor astrológico do século IV, mas o prefixo al deve ser adicionado por um copista árabe posterior. Em inglês, Piers Plowman (1362) contém a frase "experimentis of alconomye", com variantes "alkenemye" e "alknamye". O prefixo “al” começou a ser descartado em meados do século XVI.
O árabe al-kīmiyaʾ ou al-khīmiyaʾ ( الكيمياء ou الخيمياء ), segundo alguns, deriva da palavra grega koiné khymeia (χυμεία) que significa "a arte de ligar metais, alquimia"; nos manuscritos, esta palavra também é escrita khēmeia ( χημεία ) ou kheimeia ( χειμεία ), que é a provável base da forma árabe. De acordo com Mahn, a palavra grega χυμεία khumeia originalmente significava "fundido", "fundido", "solda", "liga", etc. (cf. Gk.( χέειν ) "derramar"; khuma ( χύμα ), "aquilo que é derramado, um lingote"). 
Assumindo uma origem grega, a química é definida da seguinte forma:
| “                                        | “Química, da palavra grega χημεία ( khēmeia ) que significa ‘juntar’ ou ‘derramar’, é a ciência da matéria na escala atômica e molecular , lidando principalmente com coleções de átomos, como moléculas , cristais e metais.” | ” |
| — Definição de Quimica segundo os gregos | |   |

De acordo com o egiptólogo Wallis Budge , a palavra árabe al-kīmiyaʾ na verdade significa "a (ciência) egípcia", emprestada da palavra copta para "Egito", kēme (ou seu equivalente no dialeto boárico medieval do copta, khēme). Esta palavra copta deriva do demótico kmỉ , ele próprio do antigo egípcio kmt . A antiga palavra egípcia referia-se tanto ao país quanto à cor "preto" (o Egito era a "Terra Negra", em contraste com a "Terra Vermelha", o deserto circundante); então essa etimologia também poderia explicar o apelido de "artes negras egípcias". No entanto, esta teoria pode ser um exemplo de etimologia popular. 
Assumindo uma origem egípcia, a química é definida da seguinte forma:
| “                                           | "Química, da antiga palavra egípcia ‘khēmia’ que significa transmutação da terra, é a ciência da matéria na escala atômica para molecular, lidando principalmente com coleções de átomos, como moléculas , cristais e metais.” | ” |
| — Definição de Química, segundo os egipcíos | |   |

Assim, de acordo com Budge e outros, a química deriva de uma palavra egípcia “khemein” ou “khēmia”, "preparação de pólvora negra", derivada do nome khem. Um decreto do imperador romano Diocleciano, escrito por volta de 300 DC em grego, fala contra "os antigos escritos dos egípcios, que tratam da transmutação khēmia de ouro e prata".
Mais tarde, o latim medieval tinha “alchimia/alchymia”, (alquimia), “alchimicus” (alquímico) e “alchimista” (alquimista). O mineralogista e humanista Georg Agrícola foi o primeiro a abandonar o artigo definido árabe “al-”. Em suas obras latinas de 1530 em diante, ele escreveu exclusivamente “chymia” e “chymista” para descrever a atividade que hoje caracteriza-se como química ou alquímica. Como humanista, Agrícola pretendia purificar as palavras e devolvê-las às suas raízes clássicas. Ele não tinha intenção de fazer uma distinção semântica entre “chymia” e “alchymia”.
Durante o final do século XVI, a nova cunhagem de Agrícola se propagou lentamente. Parece ter sido adotado na maioria das línguas europeias vernáculas após a adoção de Conrad Gessner em sua obra pseudônima extremamente popular, Thesaurus Euonymi Philiatri De remediis secretis: Liber physicus, medicus, et partim etiam chymicus (Thesaurus Euonymus Philiatris Sobre remédios secretos: Um livro de um físico, um médico e, em parte, também um químico). A obra de Gessner foi frequentemente republicada na segunda metade do século XVI em latim e também foi publicada em várias línguas europeias vernáculas, com a palavra escrita sem o “al-”.
Nos séculos 16 e 17 na Europa, as formas alchimia e chimia (e chymia ) eram sinônimas e intercambiáveis. A distinção semântica entre uma ciência racional e prática da chimia é uma alchimia oculta que surgiu apenas no início do século XVIII.

## História
A história da química representa um período de tempo desde a história antiga até o presente. Por volta de 1000 a.C., as civilizações usavam tecnologias que eventualmente formariam a base dos vários ramos da química. Exemplos incluem a descoberta do fogo, extração de metais de minérios, fabricação de cerâmica e esmaltes, fermentação de cerveja e vinho, extração de produtos químicos de plantas para remédios e perfumes, transformação de gordura em sabão, fabricação de vidro e ligas como o bronze. Durante centenas de anos, a humanidade acumulou conhecimento empírico sobre o comportamento da matéria e tentou organizar essas informações em um corpo doutrinário.

### Pré-história
Uma oficina de processamento de ocre  de 100.000 anos foi encontrada na Caverna de Blombos, na África do Sul. Isso indica que os primeiros humanos tinham um conhecimento elementar de química. Pinturas desenhadas por humanos primitivos consistindo em humanos primitivos misturando sangue animal com outros líquidos encontrados nas paredes das cavernas também indicam um pequeno conhecimento de química.
Indiscutivelmente, a primeira reação química usada de maneira controlada foi o fogo. No entanto, por milênios, o fogo foi visto simplesmente como uma força mística que poderia transformar uma substância em outra (madeira queimada ou água fervente) enquanto produzia calor e luz. O fogo afetou muitos aspectos das primeiras sociedades. Estes variam desde as facetas mais simples da vida cotidiana, como cozinhar e aquecer e iluminar o habitat, até usos mais avançados, como fazer cerâmica e tijolos e derreter metais para fazer ferramentas. Foi o fogo que levou à descoberta do vidro e à purificação dos metais; isto foi seguido pela ascensão da metalurgia. Durante os primeiros estágios da metalurgia, buscaram-se métodos de purificação de metais, e o ouro, conhecido no antigo Egito já em 2900 a. C., tornou-se um metal precioso.
A química na antiguidade existia na forma de arte experimental prática (como conhecimento aplicado de habilidades e técnicas químicas), por um lado, e como um corpo filosófico-natural de pensamento e teoria com um caráter cada vez mais alquímico (alquimia do "conhecimento secreto"), por outro. Teoria e prática só foram combinadas no início dos tempos modernos, quando ambas foram colocadas na base do trabalho científico.
O ofício de ferreiro, pioneiro das primeiras transformações químicas controladas pelo homem na história, adquiriu um valor predominante nestas comunidades. Este trabalho - como sugerem fartos estudos antropológicos sobre os povos primitivos - relacionava-se com aspectos da divindade e imbuia-se de conotação mágica e religiosa. Desde de tempos remotos se conhecem os metais ouro, prata, cobre, estanho e chumbo. Além, a obtenção de mercúrio a partir do mineral cinábrio, descrita por Teofrasto por volta do ano 300 A.C., teve notável importância no evolução da metalurgia, devido a sua propriedade de conceder coesão às ligas metálicas e coincide com os mais antigos registros da alquimia.
Uma hipótese química básica surgiu pela primeira vez na Grécia Clássica com a teoria dos quatro elementos , proposta definitivamente por Aristóteles , afirmando que fogo , ar, terra e água eram os elementos fundamentais dos quais tudo é formado como uma combinação. O atomismo grego remonta a 440 aC, surgindo em obras de filósofos como Demócrito e Epicuro. Em 50 aC, o filósofo romano Lucrécio expandiu a teoria em seu livro De rerum natura (Sobre a natureza das coisas). Ao contrário dos conceitos modernos de ciência, o atomismo grego era puramente filosófico por natureza, com pouca preocupação com observações empíricas e nenhuma preocupação com experimentos químicos.
Uma forma inicial da ideia de conservação de massa é a noção de que "nada vem do nada" na filosofia grega antiga, que pode ser encontrada em Empédocles (aproximadamente século IV aC): "Pois é impossível que qualquer coisa venha a ser do que não é, e não se pode produzir ou ouvir que o que é deve ser totalmente destruído”; e Epicuro (século III aC), que, descrevendo a natureza do Universo, escreveu que "a totalidade das coisas sempre foi como é agora e sempre será".

### Antiguidade e Idade Média

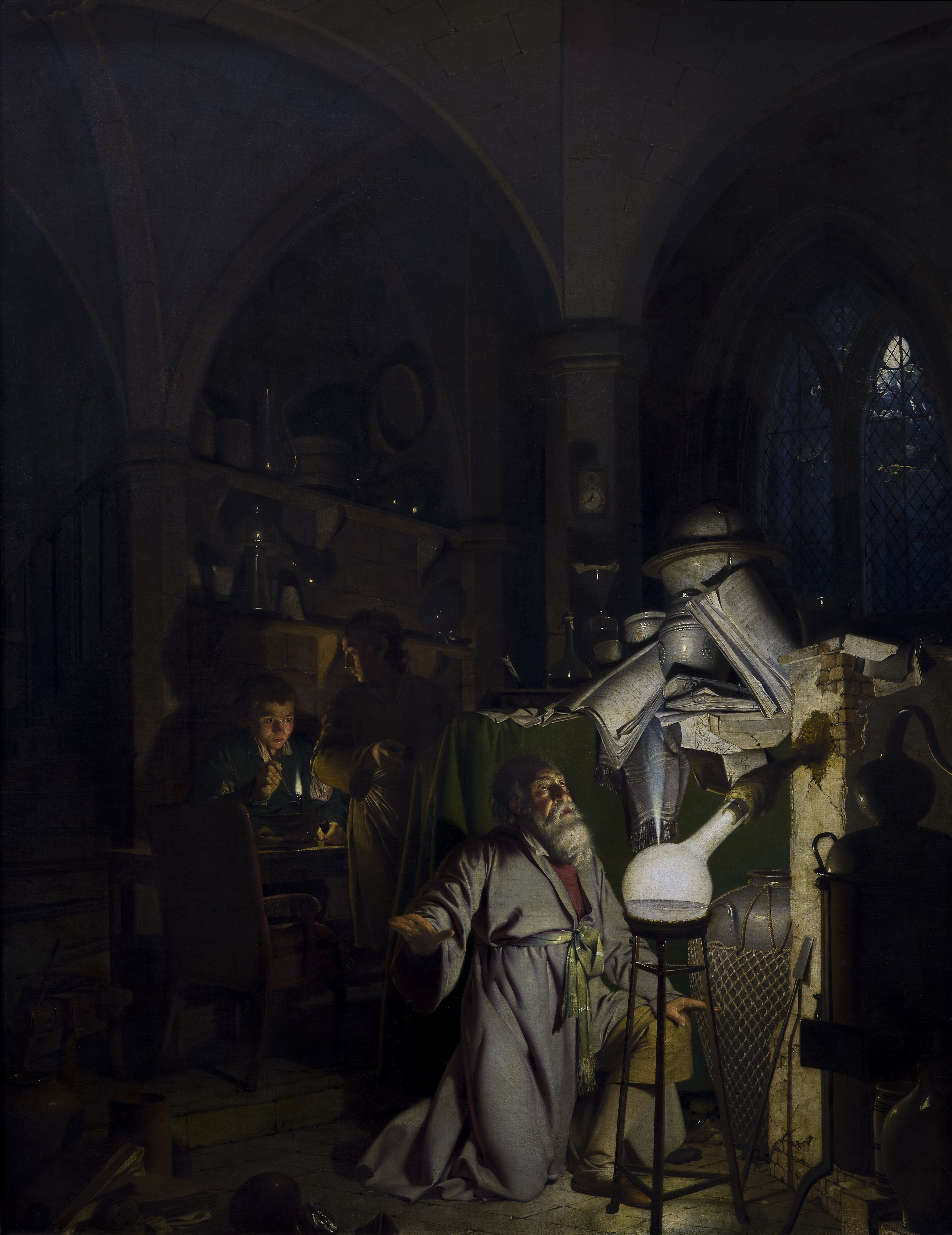
A descoberta do fósforo, o primeiro elemento a ser descoberto que não era conhecido desde os tempos antigos, é creditada ao alquimista alemão Hennig Brand em 1669, aqui retratado em uma tela de Joseph Derby. Acreditando que a cor amarela da urina se deve a presença de ouro, Brand acabou extraindo um novo elemento brilhante, a que batizou de phosphŏrus (do grego "que traz luz").

A alquimia foi uma atividade pré-científica que visava alcançar uma evoluída compreensão do cosmo, da matéria e do homem. Em particular, através do conhecimento da natureza da matéria, os alquimistas visavam transformá-la e transmutar metais de baixo valor em prata ou ouro puro. A prática da alquimia teve origem em tempos remotos na índia, na China e na Europa. Certas características comuns parecem apontar uma mistura mútua influência entre antigos alquimistas chineses e hindus. Em ambas as culturas, o objetivo central da alquimia não era a obtenção de ouro, mas o prolongamento da vida. Por consequência, nas civilizações orientais, a alquimia estava muito mais próxima da medicina que da química. Segundo os alquimistas, através de certas técnicas, que envolvem arte, ciência e religião, seria possível transformar uma substância em outra. Por terem desenvolvido a utilização de diversos procedimentos de laboratório, a alquimia foi uma atividade ancestral da química, a qual se deve a descoberta de inúmeras substâncias e a invenção de grande variedade de instrumentos, que mais tarde desempenharam papel de destaque no domínio da metodologia científica. Vários foram os experimentos realizados pelos alquimistas, mas a principal empreitada era a transmutação, esta se baseava na interpretação dada pela filosofia clássica grega à composição da matéria. Na época, Aristóteles acreditava que todas as substâncias eram compostas de diferentes porções de quatro elementos fundamentais: terra, ar, fogo e água. Partindo deste princípio, os alquimistas desenvolveram seu postulado fundamental: "a matéria é a única que pode sofrer transmutação mediante a variação de proporções entre seus componentes". Os alquimistas também acreditavam na existência de uma lendária substância capaz de realizar esta transmutação, denominada elixir, ou Pedra Filosofal. A essa substância também eram atribuídas outras propriedades, como o poder curativo, rejuvenescente e de imortalidade. Entretanto, os alquimistas medievais tinham mais interesse nos poderes da transmutação da matéria atribuídos à Pedra Filosofal, uma vez que se alcançassem este conhecimento poderiam acumular grande quantidade de riqueza.
No mundo islâmico, os muçulmanos traduziam as obras dos antigos filósofos gregos e helenísticos para o árabe e faziam experiências com ideias científicas. As obras árabes atribuídas ao alquimista do século VIII, Jābir ibn Hayyān, introduziram uma classificação sistemática de substâncias químicas e forneceram instruções para derivar um composto inorgânico (sal amoníaco ou cloreto de amônio) de substâncias orgânicas (como plantas, sangue e cabelo) por meios químicos. Algumas obras jabirianas árabes (por exemplo, o "Livro da Misericórdia" e o "Livro dos Setenta") foram posteriormente traduzidas para o latim sob o nome latinizado de "Geber" e, na Europa do século XIII, um escritor anônimo, geralmente referido como pseudo-Geber, começou a produzir escritos alquímicos e metalúrgicos sob este nome. Os alquimistas árabes fizeram grandes descobertas químicas; Abu Musa Jabir Hayyan, por exemplo, descobriu o ácido nítrico. Muito além, muitas palavras usadas na química, como álcool (do árabe al-kohul),  Alcalino (do árabe al-qaly), Alquimia (do árabe al-kīmiyā), foram introduzidas pelos alquimistas árabes.
Existia um lado fraudulento da alquimia, especialmente a fabricação de ouro falsificado a partir de substâncias baratas. Menos de um século antes, Dante Alighieri também demonstrou consciência dessa fraude, levando-o a consignar todos os alquimistas ao Inferno em seus escritos. Logo depois, em 1317, o Papa João XXII ordenou que todos os alquimistas deixassem a França por fazerem dinheiro falso. Uma lei foi aprovada na Inglaterra em 1403, tornando a "multiplicação de metais" punível com a morte. Apesar dessas e de outras medidas aparentemente extremas, a alquimia não morreu. A realeza e as classes privilegiadas ainda buscavam descobrir por si mesmas a pedra filosofal e o elixir da vida.

### Renascimento, Iluminismo e Era Contemporânea

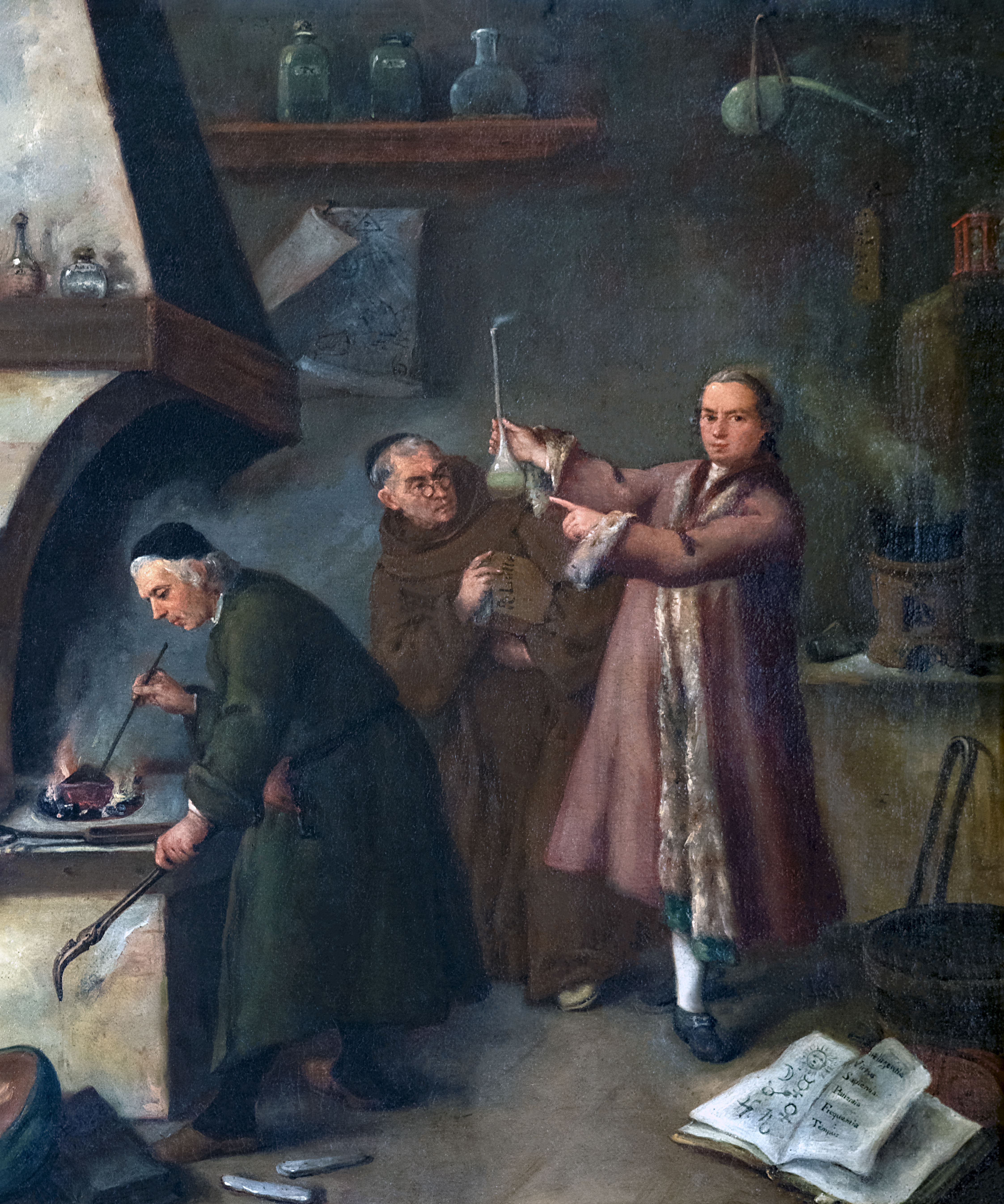
O Alquimista, de Pietro Longhi.

A protociência da química, a alquimia, não conseguiu explicar a natureza da matéria e suas transformações. No entanto, realizando experimentos e registrando os resultados, os alquimistas prepararam o terreno para a química moderna. Embora tanto a alquimia quanto a química se preocupem com a matéria e suas transformações, a diferença crucial foi dada pelo método científico que os químicos empregavam em seu trabalho. A química, como um corpo de conhecimento distinto da alquimia, tornou-se uma ciência estabelecida com o trabalho de Antoine Lavoisier, que desenvolveu uma lei de conservação de massa que exigia medições cuidadosas e observações quantitativas de fenômenos químicos. A química foi precedida por sua protociência, a alquimia , que operou uma abordagem não científica para entender os constituintes da matéria e suas interações. Apesar de não conseguirem explicar a natureza da matéria e suas transformações, os alquimistas prepararam o terreno para a química moderna realizando experimentos e registrando os resultados. Robert Boyle, embora cético em relação aos elementos e convencido da alquimia, desempenhou um papel fundamental na elevação da "arte sagrada" como uma disciplina independente, fundamental e filosófica em sua obra The Skeptical Chymist (1661).
A química dos séculos XVII e XVIII alcançou um estado de desenvolvimento inferior ao das demais disciplinas científicas. Durante este tempo, a fonte de referência primordial do campo foi a Obra de Isaac Newton Opticks (Óptica, 1704), em cujos apêndices finais o físico britânico postulava um conjunto de hipóteses quanto à natureza da matéria.
As descobertas realizadas no fim do século XVIII por Georg e Joseph Black (o dióxido de carbono) e Joseph Priestley (o oxigênio) representaram um prelúdio ao surgimento da primeira doutrina metodológica da química, iniciada com o francês Antoine-Laurent Lavoisier. Os esforços de Lavoisier para explicar a reação de combustão, a formulação da lei da conservação da matéria ("Na natureza nada se perde e nada se cria, tudo se transforma"), além de empreender uma nomenclatura química geral e racional assinalaram o início de uma nova etapa no desenvolvimento desta ciência.

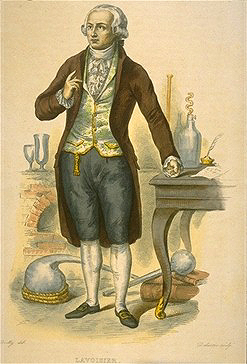
O químico francês Antoine Laurent Lavoisier

A influência das ideias alquimistas perdurou na Europa até o fim da Idade Moderna. Muitos tentaram estabelecer para a química regras e princípios racionais, semelhante aos que governavam a física e outras ciências, mas coube a Lavoisier lançar seus alicerces verdadeiros. Antoine-Laurent Lavoisier nasceu em Paris, em 1743. Dedicou-se ao mesmo tempo à política e às ciências. Suas primeiras pesquisas científicas ficaram na determinação das variações de peso sofridas por materiais após a combustão. Descobriu que essas variações eram responsabilidade de um gás semelhante ao ar atmosférico, que batizou com o nome de Oxigênio. Mais tarde conseguiu decompor o ar em oxigênio e nitrogênio e depois recompô-lo a partir destes elementos. Apoiado no trabalho experimental, definiu a matéria por sua propriedade de ter uma massa determinada e enunciou a lei de conservação da massa nas reações, fundamental na história da química, expresso na máxima “Na natureza nada se cria e nada se perde, tudo se transforma”. Também identificou a noção de elemento químico como aquela substância que não pode ser decomposta por processos químicos e estudou as primeiras medições calorimétricas. Em seu Magnus Opus, Tratado Elementar da Química (1789), Lavoisier construiu os pilares da química contemporânea. Suplente e deputado nos Estados Gerais de 1789, em plena Revolução Francesa, depois foi nomeado membro da comissão incumbida de estabelecer o novo sistema de pesos e medidas, além de ter sido secretário do tesouro. Em 1793, o governo revolucionário decretou a prisão de todos os coletores de impostos, dentre os quais se encontrava Lavoisier. Condenado à morte, foi guilhotinado em Paris, em 8 de maio de 1794. No dia seguinte à sua execução, Joseph-Louis de Lagrange, um importante matemático e contemporâneo de Lavoisier disse: “Não bastará um século para produzir uma cabeça igual à que se fez cair num segundo”.
A revolução química, também chamada de primeira revolução química, foi a reformulação moderna da química que culminou na lei da conservação da massa e na teoria da combustão do oxigênio . Durante os séculos XIX e XX, essa transformação foi creditada ao trabalho do químico francês Antoine Lavoisier (o " pai da química moderna "). No entanto, trabalhos recentes sobre a história do início da química moderna consideram que a revolução química consiste em mudanças graduais na teoria e prática química que surgiram ao longo de um período de dois séculos. A chamada revolução científica ocorreu durante os séculos XVI e XVII, enquanto a revolução química ocorreu durante os séculos XVII e XVIII. Em 1700, surgiu a necessidade de uma teoria que reunisse as diversas descobertas no campo dos gases. O homem que fez este trabalho foi Antoine Lavoisier, que refutou a teoria do flogisto com sua lei de conservação da massa em 1789. É considerado o pai da química moderna: entre seus méritos estão, além da já citada lei de conservação, o método de trabalho (com atenção à pureza dos reagentes, e o uso de balança de precisão), o trabalho de nomenclatura de binários compostos, a determinação correta da composição do ar , a análise da composição de gorduras, óleos e açúcares, descobrindo a presença constante de hidrogênio , oxigênio e carbono (os "tijolos" básicos de todas as substâncias orgânicas). Além disso, até então a química não tinha um estatuto académico autónomo, mas ainda fazia parte do currículo médico. O cientista irlandês Robert Boyle é tido por muitos como o iniciador da Química moderna, já que, em meados do século XVII, ele executou experimentos planejados, estabelecendo através deles generalizações. Apesar dos méritos de Boyle, muitos consideram o francês Antoine Laurent-Lavoisier, que viveu no século XVIII, o pai da química, especialmente devido ao seu trabalho sobre o conceito de conservação da massa, sendo este considerado o marco do estabelecimento da química moderna, ocasionando a chamada Revolução Química. Os estudos de Lavoisier foram referência para que fosse proposto por John Dalton, no início do século XIX, o primeiro modelo atômico.
Em 1808, aceitava-se a ideia de que os compostos possuíam composições fixadas. Uma explicação para tal fato foi proporcionada pela primeira teoria atômica verdadeiramente química, a de John Dalton. John Dalton foi um químico inglês que desenvolveu a ideia da teoria atômica dos elementos químicos. A teoria atômica de elementos químicos de Dalton assumiu que cada elemento tinha átomos únicos associados e específicos para aquele átomo. Isso estava em oposição à definição de elementos de Lavoisier, que dizia que os elementos são substâncias que os químicos não podem decompor em partes mais simples. A ideia de Dalton também difere da ideia da teoria corpuscular da matéria, que acreditava que todos os átomos eram iguais, e tinha sido uma teoria apoiada desde o século XVII. Para ajudar a apoiar sua ideia, Dalton trabalhou na definição dos pesos relativos dos átomos em produtos químicos em seu trabalho “Novo Sistema de Filosofia Química”, publicado em 1808.  Afirmava ele que cada elemento tinha o seu próprio tipo de átomos, cada qual com tamanho e peso característicos. Entrava em cena ideia de peso atômico, embora Dalton não dispusesse de meios necessários para calcular os pesos atômicos ou o número de átomos presentes num composto. Contudo, supunha-se que a composição constante dos compostos fosse devida à combinação de um número constante de átomos. Seu texto mostrava cálculos para determinar os pesos atômicos relativos dos diferentes elementos de Lavoisier com base em dados experimentais pertencentes às quantidades relativas de diferentes elementos em combinações químicas. Dalton argumentou que os elementos se combinaram da forma mais simples possível. A água era conhecida por ser uma combinação de hidrogênio e oxigênio, assim Dalton acreditava que a água era um composto binário contendo um hidrogênio e um oxigênio. Dalton foi capaz de calcular com precisão a quantidade relativa de gases no ar atmosférico. Ele usou a gravidade específica de azótico (nitrogênio), oxigenado, ácido carbônico (dióxido de carbono) e gases hidrogenados, bem como vapor aquoso determinado por Lavoisier e Davy para determinar os pesos proporcionais de cada um como uma porcentagem de um volume total de ar atmosférico.
As limitações impostas à generalização da teoria de Dalton por seus postulados rígidos foram em grande parte removidas pelas investigações de Joseph-Louis Gay-Lussac, segundo o qual quantidades equivalentes de elementos diferentes podem combinar-se entre si, mas não fez distinção entre átomos e moléculas. Em 1811 Amedeo Avogadro propôs para a controvérsia uma solução que obteve o reconhecimento geral depois de transcorridas várias décadas: a unidade de matéria é o átomo, mas a célula básica das reações químicas é a molécula - os agrupamento de átomos que define a natureza dos diferentes compostos -, de maneira que os mesmos átomos podem formar moléculas diferentes em função de diferentes proporções ou estruturas de combinação. Entretanto, o trabalho de Avogadro foi desprezado durante quase meio século.
Entretanto, o sueco Jöns Jacob Berzelius realizava estudos analíticos de minerais e, com base na lei Dulong-Petit, preparava uma tabela de pesos atômicos, de modo geral exatos. Berzelius contribuiu também com a descrição dos fenômenos da catálise e isomeria, com a invenção do moderno sistema de símbolos químicos. Sua principal contribuição teórica foi a teoria dualista ou eletroquímica da combinação atômica, no qual buscou solucionar o velho problema da natureza da afinidade. Acreditava que todos os átomos apresentavam o velho problema da natureza da afinidade. Era consenso que todos os átomos apresentam carga elétrica, tanto positiva como negativa, mas que a positiva predomina em alguns e a negativa em outros. Os átomos de carga negativa mantidos ligados aos de carga positiva mediante forças eletrostáticas. O florescimento de maior conhecimento do elemento carbono e o nascimento da química orgânica, no decorrer do século XIX, acabaram desmentindo essa teoria dualista.
Em 1858, August Kekulé e Archibald Scott Couper propuseram a tetravalência do carbono e sua propriedade de unir-se a outros átomos de carbono, formando longas cadeias, o que abriu caminho para o desenvolvimento da teoria estrutural dos compostos orgânicos. Nesse desenvolvimento destacou-se o químico Aleksandr Butlerov. Na década de 1870, Jacobus Henricus van't Hoff e Joseph-Achille Le Bel praticamente inauguraram o campo da estereoquímica, postulando um átomo de carbono tetraédrico.
Em 1860, realizou-se em Karlsruhe, Alemanha, o primeiro congresso químico internacional, numa tentativa de solucionar a confusão dominante na teoria química, especialmente com relação aos pesos químicos. O italiano Stanislao Cannizzaro postulou a hipótese de Avogadro e demonstrou como os átomos e moléculas podiam distinguir-se entre si. A verificação dos verdadeiros pesos atómicos e moleculares possibilitou a complementação de estudos anteriores para classificação das propriedades dos elementos em termos de seus pesos atômicos. Dmitri Mendeleev e Lothar Meyer propuseram versões de tabelas periódicas, e Mendeleev previu a existència e propriedades de très elementos até então desconhecidos . A descoberta posterior desses elementos, de acordo com previsões de Mendeleev, fez com que as leis de periodicidade passassem a ser universalmente aceitas e deu aos químicos uma base sistemática para basear sua ciência.
O desenvolvimento da química ao longo do século XX apoiou-se na confirmação experimental da teoria atômica, em estreita conexão com os avanços da física. Comprovou-se a existência de partículas subatômicas - partículas subatômicas são partículas muito menores que os átomos -, Ernest Rutherford e Niels Bohr elaboraram modelos atómicos, e Max Planck lançou os fundamentos da mecânica quântica.

## Princípios fundamentais
Desde a revolução experimentada pelas ciências químicas no princípio do século XIX, um dos principais objetivos almejados pelos especialistas foi o estabelecimento de postulados metodológicos em grande parte inspirados nos modelos preexistentes da física e da matemática. Os enunciados modernos da filosofia da ciência argumentam que o progresso científico resulta da confrontação entre dois pontos de vista complementares: as concepções teóricas dos fenômenos, que analisam e sintetizam os dados experimentais e conformam conjuntos de hipóteses destinados a explicar os fatos e prever as situações futuras; e as comprovações empíricas, que julgam a validez e a oportunidade de sua aplicação. São os seguintes os princípios gerais mais comumente aceitos para a abordagem teórica dos sistemas químicos:
(1) Utilidade dos modelos teóricos, entendidos como conjuntos de premissas expressas de forma matemática constituem o núcleo básico de partida para a análise de um problema e seus desdobramentos. O uso de modelos, como o do gás ideal, por exemplo, que sustentou a enunciação de leis dos gases perfeitos durante os séculos XVII e XVIII, assim como os avançados sistemas configurados pelos computadores a partir de extensas enumerações de dados, se fundamentam na restrição das particularidades conhecidas do fenômeno até conseguir uma teoria completa e situações absolutamente previsíveis dentro de seus postulados.
(2) Estrutura atômica, segundo a qual a matéria se compõe fundamentalmente de átomos - a partícula elementar da matéria -, internamente formados de um pequeno núcleo que consiste na aglomeração de partículas elementares positivas (prótons) e neutras (nêutrons) unidas entre si por forças de coesão nuclear, e um conjunto de elétrons ou unidades elementares de carga elétrica negativa distribuídos em distintos níveis de energia e ligados ao núcleo por atração eletromagnética. A união de átomos gera moléculas, e as reações químicas se devem ao intercâmbio de elétrons entre moléculas.
(3) Equilíbrios energéticos de acordo com a mecânica quântica, especialidade científica que postula a existência de regiões do espaço do átomo, chamadas orbitais e distribuídas em níveis, nas quais se organizam seus elétrons em pares ou isoladamente. O movimento de elétrons entre os diferentes níveis de orbitais explica não só os fenômenos energéticos do átomo, expressos sob formulações quânticas de alta complexidade matemática, como também o estabelecimento de ligações químicas.
(4) Validade do conceito de valência química, número inteiro com sinal positivo ou negativo que quantifica a natureza da participação dos átomos de um elemento em sua combinação com outros. Esse conceito, manejado desde a antiguidade, se manteve nas explicações atuais como a quantidade de elétrons que intervém numa reação química por cada classe de elementos participantes, e se complementa adequadamente com a teoria de orbitais atômicos.

(5) Validade da lei de preservação da matéria, segundo o qual em uma reação química nada é criado ou destruído, apenas transformado - seja perdendo ou adquirindo energia - de acordo com os postulados de Lavoisier. Segundo este conceito, em uma equação química, a massa dos produtos deve ser igual a massa dos reagentes.
Tradicionalmente, os princípios da Química se iniciam com o estudo das partículas elementares, átomos, moléculas, substâncias e outros agregados da matéria. Matéria é tudo aquilo que ocupa espaço e possui massa de repouso. É um termo geral para a substância da qual todos os objetos físicos consistem. Tipicamente, a matéria inclui átomos e outras partículas que possuem massa. A massa é dita por alguns como sendo a quantidade de matéria em um objeto e volume é a quantidade de espaço ocupado por um objeto, mas esta definição confunde massa com matéria, que não são a mesma coisa. Diferentes campos usam o termo de maneiras diferentes e algumas vezes incompatíveis; não há um único significado científico que seja consenso para a palavra "matéria", apesar do termo "massa" ser bem definido. A matéria pode ser encontrada principalmente nos estados sólido, líquido e gasoso, em forma isolada ou em combinação. Reações químicas e outras transformações como as mudanças de fase envolvem o rearranjo de ligações químicas e outras interações entre as moléculas. Estas transformações envolvem invariavelmente diversos conceitos importantes como energia, equilíbrio químico entre outros.

### Matéria
Matéria é tudo que ocupa espaço e possui massa de repouso (ou massa invariante). É um termo geral para a substância na qual todos os objetos físicos consistem.

#### Átomo

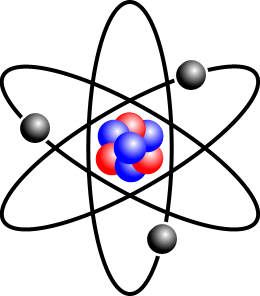
Representação clássica de um átomo segundo modelo proposto por Rutherford e Bohr.

O átomo é a unidade básica de matéria que consiste de um núcleo denso central rodeado por uma nuvem de elétrons de carga negativa. O núcleo atômico contem prótons carregados positivamente e nêutrons eletricamente neutros (exceto o hidrogênio-1, que é o nuclídeo estável sem nêutrons). Os elétrons de um átomo interagem com o núcleo por força eletromagnética, e do mesmo modo, um grupo de átomos permanecem ligados uns aos outros por ligações químicas baseadas nesta mesma força, formando uma molécula. Um átomo que contém o mesmo número de prótons e elétrons é eletricamente neutro, caso contrário é carregado positivamente ou negativamente e é chamado de íon. Um átomo é classificado de acordo com o número de prótons e nêutrons no seu núcleo: o número de prótons determina o elemento químico e o número de nêutrons determina o isótopo do elemento. O modelo atualmente aceito para explicar a estrutura atômica é o modelo da mecânica quântica.

#### Elemento
Elemento químico é o termo coletivo para todos os tipos de átomos com o mesmo número atômico. Assim, todos os átomos de um elemento químico possuem necessariamente o mesmo número de prótons no núcleo. Um elemento é identificado por um símbolo, uma abreviatura que é na maioria dos casos derivada do nome em latim do elemento [por exemplo, Pb (plumbum), Fe (ferrum). Os elementos estão dispostos na tabela periódica em ordem crescente do número atômico.

##### Tabela periódica
| Grupo #   | 1                             | 2                        |            | 3                   | 4                      | 5                     | 6                   | 7                  | 8                 | 9                   | 10                   | 11                   | 12                   | 13                 | 14                 | 15                   | 16                   | 17                | 18                    |
| --------- | ----------------------------- | ------------------------ | ---------- | ------------------- | ---------------------- | --------------------- | ------------------- | ------------------ | ----------------- | ------------------- | -------------------- | -------------------- | -------------------- | ------------------ | ------------------ | -------------------- | -------------------- | ----------------- | --------------------- |
|           | Hidrogênio e metais alcalinos | Metais alcalino-terrosos |            |                     |                        |                       |                     |                    |                   |                     |                      |                      |                      | Triels             | Tetrels            | Pnictogênios         | Calcogênios          | Halogênios        | Gases nobres          |
| Período 1 | Hidrogênio1H1,0080            |                          |            |                     |                        |                       |                     |                    |                   |                     |                      |                      |                      |                    |                    |                      |                      |                   | Hélio2He4,0026        |
| 2         | Lítio3Li6,94                  | Berílio4Be9,0122         |            |                     |                        |                       |                     |                    |                   |                     |                      |                      |                      | Boro5B10,81        | Carbono6C12,011    | Nitrogênio7N14,007   | Oxigênio8O15,999     | Flúor9F18,998     | Neónio10Ne20,180      |
| 3         | Sódio11Na22,990               | Magnésio12Mg24,305       |            |                     |                        |                       |                     |                    |                   |                     |                      |                      |                      | Alumínio13Al26,982 | Silício14Si28,085  | Fósforo15P30,974     | Enxofre16S32,06      | Cloro17Cl35,45    | Argónio18Ar39,95      |
| 4         | Potássio19K39,098             | Cálcio20Ca40,078         |            | Escândio21Sc44,956  | Titânio22Ti47,867      | Vanádio23V50,942      | Cromo24Cr51,996     | Manganês25Mn54,938 | Ferro26Fe55,845   | Cobalto27Co58,933   | Níquel28Ni58,693     | Cobre29Cu63,546      | Zinco30Zn65,38       | Gálio31Ga69,723    | Germânio32Ge72,630 | Arsênio33As74,922    | Selênio34Se78,971    | Bromo35Br79,904   | Criptônio36Kr83,798   |
| 5         | Rubídio37Rb85,468             | Estrôncio38Sr87,62       |            | Ítrio39Y88,906      | Zircônio40Zr91,224     | Nióbio41Nb92,906      | Molibdênio42Mo95,95 | Tecnécio43Tc[97]   | Rutênio44Ru101,07 | Ródio45Rh102,91     | Paládio46Pd106,42    | Prata47Ag107,87      | Cádmio48Cd112,41     | Índio49In114,82    | Estanho50Sn118,71  | Antimônio51Sb121,76  | Telúrio52Te127,60    | Iodo53I126,90     | Xenônio54Xe131,29     |
| 6         | Césio55Cs132,91               | Bário56Ba137,33          | 1 asterisk | Lutécio71Lu174,97   | Háfnio72Hf178,49       | Tântalo73Ta180,95     | Tungstênio74W183,84 | Rénio75Re186,21    | Ósmio76Os190,23   | Irídio77Ir192,22    | Platina78Pt195,08    | Ouro79Au196,97       | Mercúrio80Hg200,59   | Tálio81Tl204,38    | Chumbo82Pb207,2    | Bismuto83Bi208,98    | Polonio84Po[209]     | Astato85At[210]   | Radônio86Rn[222]      |
| 7         | Frâncio87Fr[223]              | Rádio88Ra[226]           | 1 asterisk | Laurêncio103Lr[266] | Rutherfórdio104Rf[267] | Dúbnio105Db[268]      | Seabórgio106Sg[269] | Bóhrio107Bh[270]   | Hássio108Hs[271]  | Meitnério109Mt[278] | Darmstátio110Ds[281] | Roentgênio111Rg[282] | Copernicio112Cn[285] | Nihônio113Nh[286]  | Fleróvio114Fl[289] | Moscovio115Mc[290]   | Livermório116Lv[293] | Tenesso117Ts[294] | Oganessônio118Og[294] |
|           |                               |                          |            |                     |                        |                       |                     |                    |                   |                     |                      |                      |                      |                    |                    |                      |                      |                   |                       |
|           |                               |                          | 1 asterisk | Lantânio57La138,91  | Cério58Ce140,12        | Praseodímio59Pr140,91 | Neodímio60Nd144,24  | Promecio61Pm[145]  | Samario62Sm150,36 | Európio63Eu151,96   | Gadolinio64Gd157,25  | Térbio65Tb158,93     | Disprósio66Dy162,50  | Hólmio67Ho164,93   | Érbio68Er167,26    | Túlio69Tm168,93      | Itérbio70Yb173,05    |                   |                       |
|           |                               |                          | 1 asterisk | Actínio89Ac[227]    | Tório90Th232,04        | Protactínio91Pa231,04 | Urânio92U238,03     | Neptunio93Np[237]  | Plutonio94Pu[244] | Americio95Am[243]   | Cúrio96Cm[247]       | Berkélio97Bk[247]    | Califórnio98Cf[251]  | Einstênio99Es[252] | Férmio100Fm[257]   | Mendelevio101Md[258] | Nobélio102No[259]    |                   |                       |

- Ca: 40,078 — Valor abreviado (incerteza omitida aqui)[102]
- Po: [209] — número de massa do isótopo mais estável

| s-block | f-block | d-block | p-block |

#### Composto
Um composto químico é uma substância química pura composta por dois ou mais elementos químicos diferentes. Os compostos químicos têm uma estrutura química única e definida e consistem em uma razão fixa de átomos, que são mantidos juntos num arranjo espacial definido por ligações químicas. Os átomos de um composto químico podem ser unidos por ligações covalentes, ligações iônicas, ligações metálicas ou por ligações covalentes coordenadas. Os elementos químicos não são considerados compostos químicos, mesmo que consistam em moléculas que contenham múltiplos átomos de um único elemento (como H2, S8, etc.), sendo estas chamadas moléculas diatômicas ou moléculas poliatômicas.

#### Substância
Uma substância química é um tipo de matéria com composição e conjunto de propriedades definidos. Estritamente falando, uma mistura de compostos, elementos e compostos ou elementos não é uma substância química, mas pode ser chamado de produto químico. A maioria das substâncias que encontramos em nossa vida diária são misturas, como por exemplo o ar e a biomassa.

#### Molécula

A estrutura de uma molécula apresenta ligações covalentes e é eletricamente neutra, como observado na estrutura do Paclitaxel.

Uma molécula é uma entidade eletricamente neutra formada de dois ou mais átomos unidos por ligações covalentes. As moléculas são distinguidas dos íons pela ausência de carga elétrica. No entanto, em Física Quântica, Química Orgânica e Bioquímica, o termo molécula é usado frequentemente com menor rigor, sendo aplicado também aos íons poliatômicos. Na teoria cinética dos gases, o termo molécula é frequentemente utilizado para qualquer partícula gasosa, independentemente da sua composição. De acordo com essa definição, átomos de gases nobres são considerados moléculas, apesar do fato de que elas são compostas por um único átomo sem ligação química. Uma molécula pode ser constituída por átomos de um único elemento químico, tal como com o oxigênio gasoso (O2), ou de diferentes elementos, como acontece com a água (H2O). Átomos e complexos ligados por ligações covalentes, como pontes de hidrogênio ou ligações iônicas geralmente não são considerados moléculas individuais.

### Acidez e basicidade
Substâncias possuem propriedades ácidas e/ou básicas. Existem diferentes teorias que explicam o comportamento ácido-base. A mais simples é a teoria de Arrhenius, que diz que um ácido é uma substância que produz íons hidrônio, quando dissolvida em água; e uma base é uma substância que produz íons hidroxila, quando dissolvida em água. De acordo com a teoria ácido-base de Brønsted-Lowry, ácidos são substâncias que doam um cátion hidrogênio a outra substância em uma reação química; por extensão, uma base é a substância que recebe estes íons hidrogênio. A terceira teoria é teoria ácido-base de Lewis, o qual é baseado na formação de ligações químicas. A teoria de Lewis explica que um ácido é uma substância que é capaz de aceitar um par de elétrons de uma outra substância durante o processo de formação da ligação química, enquanto que a base é uma substância que cede um par de elétrons para formar uma nova ligação. Existem várias outras maneiras em que uma substância pode ser classificada como um ácido ou de uma base, como é evidente na história deste conceito. A acidez pode ser mensurada especialmente por dois métodos. Uma delas, com base na definição de Arrhenius de acidez, é o potencial hidrogeniônico (pH). O pH é definido como o logaritmo decimal do inverso da atividade de íons hidrogênio, aH+, em uma solução.

### Fase

Um típico diagrama de fase, detalhando a variação de fases da água em termos de pressão e temperatura. A linha pontilhada dá o comportamento anômalo da água. As linhas verdes marcam o ponto de congelamento e a linha azul o ponto de ebulição.

Em Química e  Física, uma fase (do grego φασις, que significa aspecto, aparência) é um aspecto microscopicamente homogêneo de um sistema, isto é, uma região do espaço em que as características físicas de determinada matéria são uniformes.:86:3
Um sistema é denominado homogêneo, ou de uma única fase, quando apresentar todas as suas características uniformes; isto implica ter a mesma composição química e o mesmo estado físico. Uma modificação na forma ou na subdivisão do sistema não é o suficiente para caracterizar uma nova fase, pois ainda mantêm suas propriedades físico-químicas. Nesse sentido, gelo moído constituí uma única fase.
Um sistema heterogêneo possui diferentes porções uniformes, porém que diferem entre si e que podem ser separados por um processo mecânico. Por isso, água líquida em gelo moído é um sistema de duas fases.

### Ligação
Uma ligação química ocorre quando uma interação entre os átomos permite a formação de substâncias químicas que contêm dois ou mais átomos. A ligação é provocada por força de atração eletrostática entre as cargas opostas, quer entre elétrons e os núcleos, ou como o resultado de uma atração dipolar. A força das ligações químicas varia consideravelmente em termos energéticos; existem "ligações fortes", como as ligações covalentes ou iônicas e "ligações fracas", tais como interações dipolo-dipolo, a força dispersão de London e ligações de hidrogênio. A muitos compostos, a teoria da ligação de valência, o modelo de repulsão dos pares eletrônicos (VSEPR) e o conceito do número de oxidação são usados para explicar a estrutura molecular e formação das ligações químicas. Outras teorias de ligação, como a teoria do orbital molecular também são muito utilizadas.

### Reação
Uma reação química é um processo que leva a transformação de uma substâncias a outra. Classicamente, as reações químicas compreendem alterações que envolvem o movimento dos elétrons na formação e quebra de ligações químicas entre os átomos. A substância (ou substâncias) inicialmente envolvida numa reação química é chamada de reagente. As reações químicas produzem um ou mais produtos, que em geral têm propriedades diferentes das dos reagentes. Reações muitas vezes consistem de uma sequência de subetapas e as descrição exata sobre o curso destas reações ilustram um mecanismo de reação. As reações químicas são descritas com equações químicas que apresentam graficamente os materiais de partida, os produtos finais e os intermediários, por vezes, as condições de reação.

### Redox
Reações redox (redução-oxidação) incluem todas as reações químicas em que átomos têm o seu estado de oxidação alterado por transferência de elétrons, seja pelo ganho (redução) ou perda de elétrons (oxidação). As substâncias que possuem a capacidade de oxidar outras substâncias são chamadas de oxidantes (agentes oxidantes). Do mesmo modo, as substâncias que tem a capacidade de reduzir outras substâncias são ditas redutoras e são conhecidos como agentes redutores. Um redutor transfere elétrons a outra substância, então ele sofre oxidação. A oxidação e redução refletem a alteração no número de oxidação — a transferência efectiva de electrões nunca pode ocorrer. Assim, a oxidação é melhor definida como um aumento no número de oxidação, de redução e como uma diminuição no número de oxidação.

### Equilíbrio
Em uma reação química, o equilíbrio químico é o estado em que ambos os reagentes e produtos estão presentes em concentrações e estas não tendem a se alterar com o tempo. Geralmente, este estado resulta quando a reação (produtos para reagentes) prossegue à mesma taxa que a reação inversa (produtos para reagentes). As taxas reacionais de ambas não são iguais a zero, mas sendo iguais, não existem alterações líquidas das concentrações tanto dos reagentes quanto dos produtos. Esse processo é chamado de equilíbrio dinâmico.

## Ramos

### Inorgânica

A química inorgânica estuda todos os elementos da tabela periódica e alguns compostos de carbono. A química orgânica dedica-se especialmente ao estudo dos compostos de carbono.

Química Inorgânica é o campo da química que estuda a estrutura, reatividade e preparação dos compostos inorgânicos e organometálicos. Este domínio abrange todos os compostos químicos, com exceção dos compostos orgânicos, que são temas de estudo da Química Orgânica. A distinção entre as duas disciplinas está longe de ser absoluta e há muita sobreposição, especialmente na disciplina Química Organometálica. A Química Inorgânica tem aplicações em todos os aspectos da indústria química, incluindo catálise, ciência dos materiais, pigmentos, surfactantes, revestimentos, medicamentos, combustíveis e agricultura.

### Orgânica
A química orgânica é uma especialidade dentro da química que envolve o estudo científico da estrutura, propriedades, composição, reações e preparação (por síntese ou por outros meios) de compostos contendo carbono e seus derivados. Estes compostos podem conter átomos outros elementos, incluindo o hidrogênio, nitrogênio, oxigênio, além de halogênios, fósforo, silício e enxofre.

### Analítica

Em destaque, um processo de titulação com base em uma neutralização: as gotas do titulante que está na bureta caem na solução do analito contida no Balão de Erlenmeyer. Um indicador ácido-base presente nesta última solução mudará de cor de forma permanente, ao atingir o ponto final da titulação.

Química analítica é um ramo da química que visa estudar a composição química de um material ou de uma amostra, usando métodos laboratoriais. É dividida em análise quantitativa e análise qualitativa. A busca por métodos de análise mais rápidos, seletivos e sensíveis também é um dos objetivos essenciais da química analítica. Na prática, é difícil encontrar um método de análise que combinem essas três características e, em geral, qualquer uma delas pode ser suprimida em benefício de outra. A análise quantitativa é a determinação da abundância relativa ou absoluta (muitas vezes expressa como uma concentração) de uma, várias ou todas as substâncias presentes em uma amostra. Vários métodos foram desenvolvidos para este tipo de análise, dentre elas a análise gravimétrica e a análise volumétrica. A análise gravimétrica descreve um conjunto de métodos para a determinação da quantidade de um analito com base na massa sólida. Um exemplo simples é a determinação da quantidade de sólidos em suspensão em uma amostra de água: um volume conhecido de água é filtrado e os sólidos recolhidos no filtro são então pesados. Enquanto a análise quantitativa se preocupa em determinar a quantidade de determinada(s) substância(s) em uma amostra, a análise qualitativa usa diversas metodologias clássicas que visam especificar a composição elementar de compostos inorgânicos. É focada principalmente em detectar íons em uma solução aquosa: então para que materiais sólidos sejam analisados, estes devem preferencialmente serem convertidos em soluções, geralmente por um processo denominado digestão. A solução é então tratada com diversos reagentes para testar a reações características de determinados íons, que podem causar mudança da cor da solução em análise, formação de precipitado ou outras mudanças visíveis.

### Físico-química
Físico-química é o estudo das propriedades físicas e químicas da matéria, incluindo fenômenos macroscópicos, atômicos e subatômicos, sob a ótica das leis e conceitos da física. A Físico-Química aplica os princípios, práticas e conceitos da física como movimento, energia, força, tempo, termodinâmica, mecânica quântica, mecânica estatística e dinâmica para explicar fenômenos químicos. Pode ser subdividida em diversas disciplinas. Dentre estas, podem ser citadas a química quântica (estuda e estrutura da matéria em escala atômico-molecular e a interação da luz eletromagnética com a matéria), a termodinâmica química (estuda em escala macroscópica o ganho e perda de energia em transformações da matéria, bem como a relação com espontaneidade de processos e equilíbrio de sistemas), a cinética química (estuda a velocidade de processos, físicos ou químicos), e a mecânica estatística (estuda a relação entre quantização de energia e propriedades macroscópicas de sistemas e processos através de distribuição estatística). Subdisciplinas como eletroquímica, química de superfícies, termoquímica, e química de sistemas coloidais podem ser enquadradas dentro da termodinâmica, enquanto a espectroscopia dentro da química quântica.

### Bioquímica
Bioquímica é a ciência que estuda os processos químicos que ocorrem nos organismos vivos. De maneira geral, ela consiste do estudo da estrutura e função metabólica de componentes celulares e virais, como proteínas, enzimas, carboidratos, lipídios, ácidos nucléicos entre outros.

### Sonoquímica
Sonoquímica é o ramo da química que estuda o uso de ondas sonoras de alta frequência (ultrassons) para a promoção de reações químicas. A cavitação acústica gerada por métodos sonoquímicos possibilita a produção de compostos como TiO2 (dióxido de titânio), H2O2 (peróxido de hidrogênio), radicais livres e outros.

## Química e sociedade

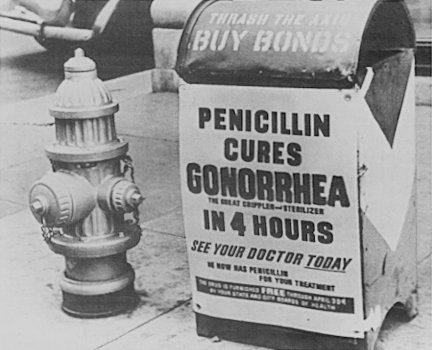
A química possui papel fundamental no aumento da expectativa e qualidade de vida da população mundial, pela aplicação de metodologias para descoberta, preparação e produção de uma diversidade de produtos bem como o uso racional de recursos naturais. A imagem destaca a disponibilidade de tratamento de infecções usando o antibiótico penicilina em meados da década de 1940. Nesta mesma época teve início a produção em escala industrial deste medicamento.

A aplicação da Química aos processos industriais e o desenvolvimento de novos produtos trouxe, sem dúvida, inestimáveis benefícios a toda a humanidade. O descobrimento de medicamentos — como exemplo a penicilina e o taxol — provenientes de fontes naturais e a possibilidade de obter substâncias sintéticas em laboratório — como a dipirona e o omeprazol — proporcionou alívio e a cura de diversas doenças. Consequentemente, a expectativa de vida população aumentou. Além de medicamentos, a pesquisa na área química gerou o desenvolvimento de novos combustíveis, materiais como o polietileno e o náilon, produtos cosméticos e de higiene pessoal, alimentos, petroquímicos, tintas e vernizes entre outros
Acompanhando o desenvolvimento dos processos químicos industriais, problemas gerados pelo descarte inadequando de substâncias e produtos químicos acarretaram novos problemas, como a poluição ambiental. Diante dessas consequências indesejáveis, coube aos profissionais químicos não somente o desenvolvimento novos produtos e processos químicos eficientes, mas planejar que estes não fossem poluentes, evitando os danos causados por algumas substâncias químicas. Propostas e ações de remediação ambiental, visando a correção de áreas afetadas bem como o aproveitamento racional dos recursos naturais são preocupações inerentes a estes profissionais. A profissão de químico é regulamentada e a ele são atribuídos o magistério, a atuação em ambientes industriais e de pesquisa. A gama de atividades ainda envolvem o projeto, planejamento e controle de produção; desenvolvimento de produtos; operações e controle de processos químicos; saneamento básico; química forense; tratamento de resíduos industriais; segurança; gestão de meio ambiente e, em alguns casos específicos, vendas, assistência técnica, planejamento industrial e direção de empresas. O primeiro laboratório para ensino de Química em Portugal foi o Laboratório Chimico instalado na Universidade de Coimbra. Foi edificado em 1772 a mando do Marquês de Pombal e hoje abriga o Museu da Ciência da Universidade de Coimbra.
No Brasil, a Química se tornou uma disciplina em uma série de instituições após a chegada da corte portuguesa ao país em 1808. A primeira dessas disciplinas foi ministradas em cursos existentes na Real Academia Militar, fundada em 1810 no Rio de Janeiro pelo príncipe regente João VI de Portugal. Devido à falta de pessoal local para o cargo de professor de Química, o químico britânico Daniel Gardner foi contratado para exercer essa função. Ele ocupou a cadeira até a sua aposentadoria, em 1825.

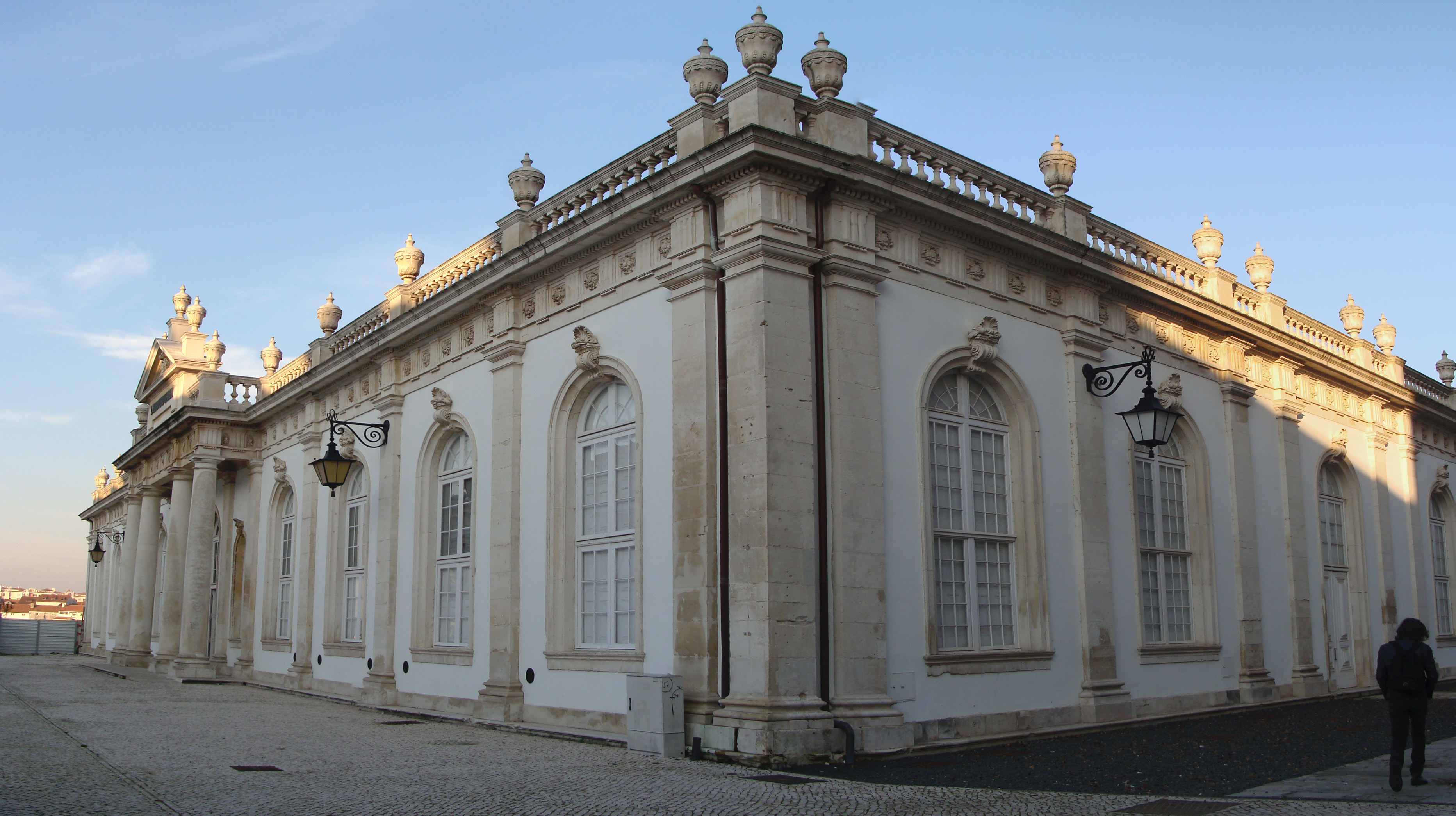
Fachada lateral do Laboratorio Chimico, o primeiro centro de ensino de ciências químicas em Portugal.

Os cursos de Química são generalistas — privilegiando a Química Orgânica, Química Inorgânica, Química Analítica, Físico-Química e Bioquímica -, com aulas teóricas e experimentais. A primeira metade do curso contempla também disciplinas como Cálculo Diferencial e Integral e Física, fundamentais para aprofundamento em determinados assuntos. Muitos faculdades permitem a escolha de opções no decorrer da graduação: formação de professores de Química (com disciplinas pedagógicas e estágio em estabelecimentos de ensino); Química Básica (para os alunos que possuem interesse em pesquisa básica e/ou desejam seguir os estudos na pós-graduação e a Química Industrial (o aluno cursa um rol de disciplinas que permitem uma visão sobre operações industriais, além do estágio em indústrias). Outras faculdades oferecem a habilitação já na matrícula, como Química Industrial, Tecnológica, Ambiental, de Alimentos, Petróleo ou Têxtil. Dentre as importantes sociedades científicas nas comunidades lusófonas, podem ser citadas a Sociedade Brasileira de Química e a Sociedade Portuguesa de Química. Essas instituições são destinadas a cuidar de assuntos de mérito da Química, em seus aspectos científicos, epistemológicos, metodológicos e pragmáticos. Essas sociedades são abertas a participação de profissionais em Química e áreas afins e atuam no desenvolvimento e consolidação da comunidade, na divulgação da Química e de suas relações, aplicações e consequências para o desenvolvimento do país e para a melhoria da qualidade de vida dos cidadãos.

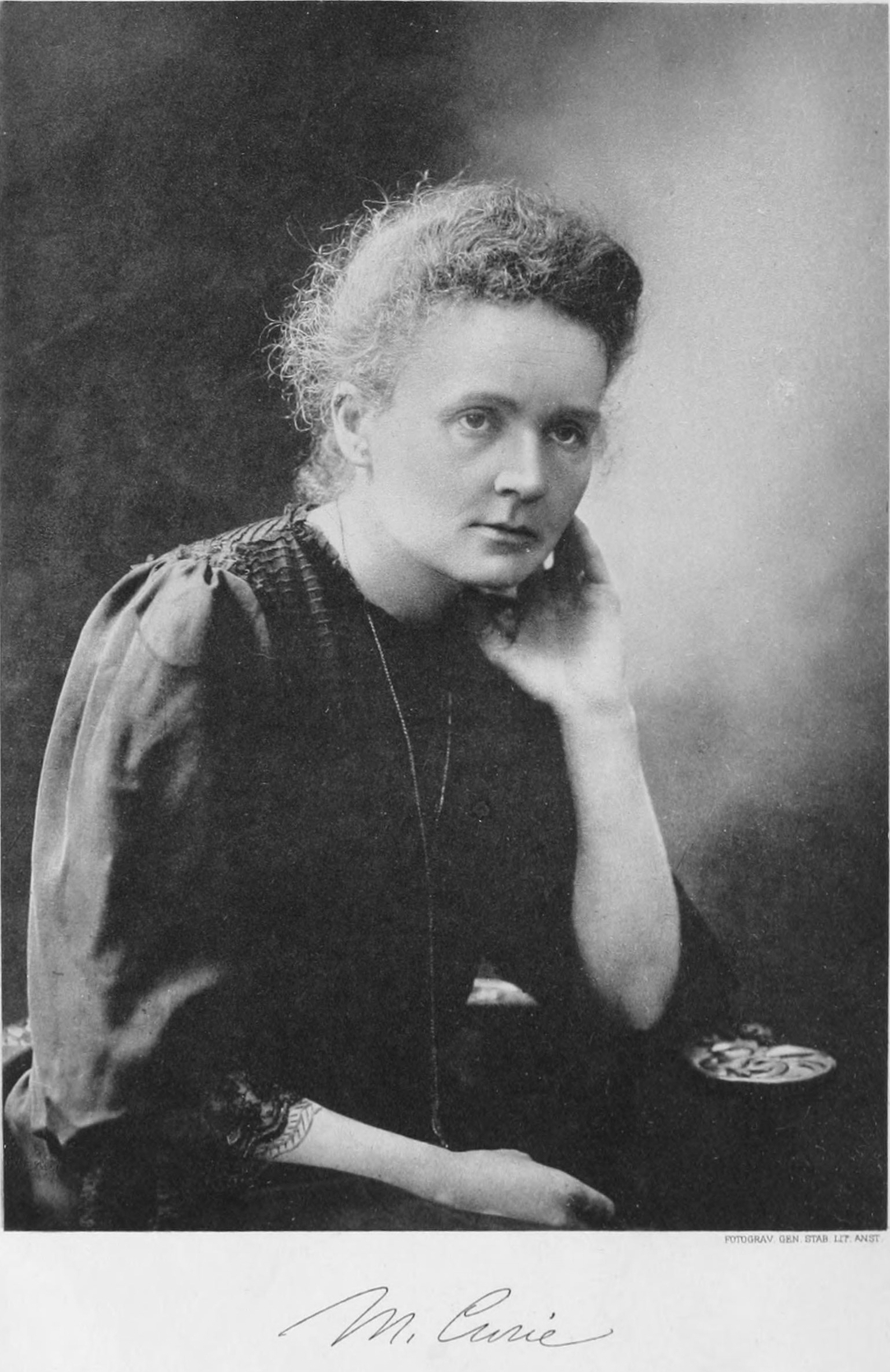
Marie Curie foi a primeira mulher agraciada com o Nobel de Química em 1911. Cem anos depois foi comemorado o Ano Internacional da Química.

Diversas competições científicas, nacionais e internacionais, foram criadas para estimular o interesse pela química no meio estudantil. Desde 1986, o Brasil promove a Olimpíada Brasileira de Química. A primeira Olimpíada Iberoamericana de Química foi realizada no ano de 1995, em Mendoza (Argentina). Em 1968, a cidade de Praga, na então República Tcheca, sediou a primeira Olimpíada Internacional de Química.
O ano de 2011 foi considerado o Ano Internacional da Química, em resultado da reunião da Assembleia Geral das Nações Unidas (AGNU), que decorreu em 31 de julho a 6 de agosto de 2009, em Glasgow, na Escócia. A agenda de comemorações foi organizada pela União Internacional de Química Pura e Aplicada (IUPAC) e pela Organização das Nações Unidas para a Educação, a
Ciência e a Cultura (UNESCO). O objetivo do Ano Internacional da Química foi celebrar as contribuições da química para o bem-estar da humanidade, com ênfase à importância da química para os recursos naturais sustentáveis. Em 2011 também foi comemorado o centenário da primeira vez que o Prêmio Nobel de Química foi entregue a uma mulher, Marie Curie, por suas pesquisas com radioisótopos. Foi a primeira vez também que uma mulher ganhava uma das cinco modalidades do prêmio. Este fato motivou diversas celebração pela contribuição das mulheres à ciência durante a Ano da Química.
O Prêmio Nobel é atribuído anualmente pela Academia Real das Ciências da Suécia a diversos cientistas de diferentes campos, entre eles a química. A premiação foi criada a partir do desejo de Alfred Nobel de galardoar personalidades que contribuíssem para o bem-estar da humanidade. Este prêmio é administrado pela Fundação Nobel, adjudicado por um comité constituído por cinco membros eleitos pela Academia Real das Ciências da Suécia. O primeiro Nobel de Química foi atribuído em 1901 a Jacobus Henricus van' t Hoff, dos Países Baixos, por sua descoberta das leis da dinâmica da Química e pressão osmótica em soluções.